# نورتليه

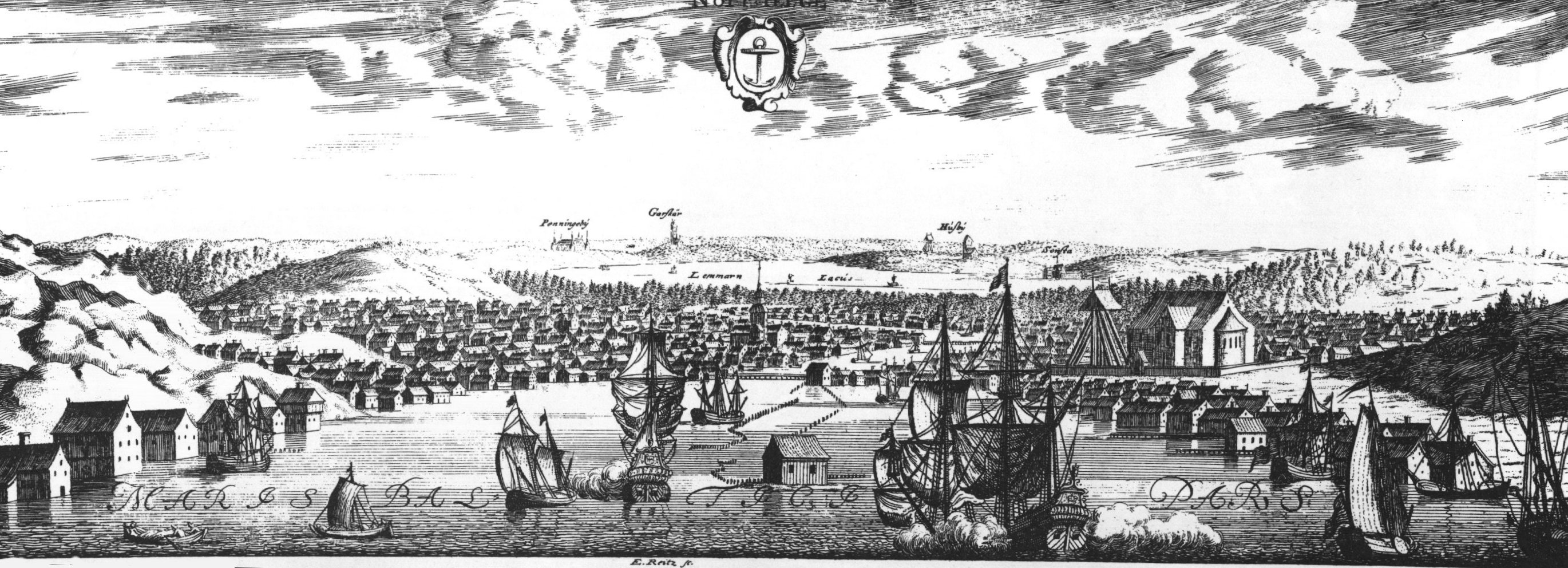
نورتليه في سنة 1700م

نورتليه (بالسويدية: Norrtälje) وهي مدينة سويدية تقع في مقاطعة أوبلاند بمحافظة ستوكهولم يبلغ عدد سكان مدينة نوتليه حوالي 16263 نسمة حسب إحصائيات سنة 2005 تقع مدينة نورتليه على بعد حوالي 68 كلم إلى الشمال الشرقي من مدينة ستوكهولم وعلى بعد 72 كلم من مدينة أوبسالا.

## المناخ
يظهر الجدول التالي التغييرات المناخية على مدار السنة لنورتليه:
| البيانات المناخية لـنورتليه       | البيانات المناخية لـنورتليه | البيانات المناخية لـنورتليه | البيانات المناخية لـنورتليه | البيانات المناخية لـنورتليه | البيانات المناخية لـنورتليه | البيانات المناخية لـنورتليه | البيانات المناخية لـنورتليه | البيانات المناخية لـنورتليه | البيانات المناخية لـنورتليه | البيانات المناخية لـنورتليه | البيانات المناخية لـنورتليه | البيانات المناخية لـنورتليه | البيانات المناخية لـنورتليه |
| الشهر                             | يناير                       | فبراير                      | مارس                        | أبريل                       | مايو                        | يونيو                       | يوليو                       | أغسطس                       | سبتمبر                      | أكتوبر                      | نوفمبر                      | ديسمبر                      | المعدل السنوي               |
| --------------------------------- | --------------------------- | --------------------------- | --------------------------- | --------------------------- | --------------------------- | --------------------------- | --------------------------- | --------------------------- | --------------------------- | --------------------------- | --------------------------- | --------------------------- | --------------------------- |
| متوسط درجة الحرارة الكبرى °م (°ف) | −1 (30)                     | −1 (30)                     | 5 (41)                      | 9 (48)                      | 15 (59)                     | 19 (66)                     | 21 (70)                     | 20 (68)                     | 15 (59)                     | 10 (50)                     | 4 (39)                      | 1 (34)                      | 9.7 (49.5)                  |
| المتوسط اليومي °م (°ف)            | −4 (25)                     | −4 (25)                     | 0.5 (32.9)                  | 4.5 (40.1)                  | 10.5 (50.9)                 | 14 (57)                     | 16.5 (61.7)                 | 15.5 (59.9)                 | 11 (52)                     | 7 (45)                      | 2 (36)                      | −1.5 (29.3)                 | 5.9 (42.6)                  |
| متوسط درجة الحرارة الصغرى °م (°ف) | −7 (19)                     | −7 (19)                     | −4 (25)                     | 0 (32)                      | 6 (43)                      | 9 (48)                      | 12 (54)                     | 11 (52)                     | 7 (45)                      | 4 (39)                      | 0 (32)                      | −4 (25)                     | 2.2 (36.0)                  |
| الهطول مم (إنش)                   | 51.5 (2.03)                 | 35.0 (1.38)                 | 33.7 (1.33)                 | 36.1 (1.42)                 | 33.4 (1.31)                 | 48.1 (1.89)                 | 77.2 (3.04)                 | 70.9 (2.79)                 | 68.7 (2.70)                 | 56.1 (2.21)                 | 70.4 (2.77)                 | 60.7 (2.39)                 | 637.3 (25.09)               |
| المصدر: SMHI.se                   |                             |                             |                             |                             |                             |                             |                             |                             |                             |                             |                             |                             |                             |

## معرض صور

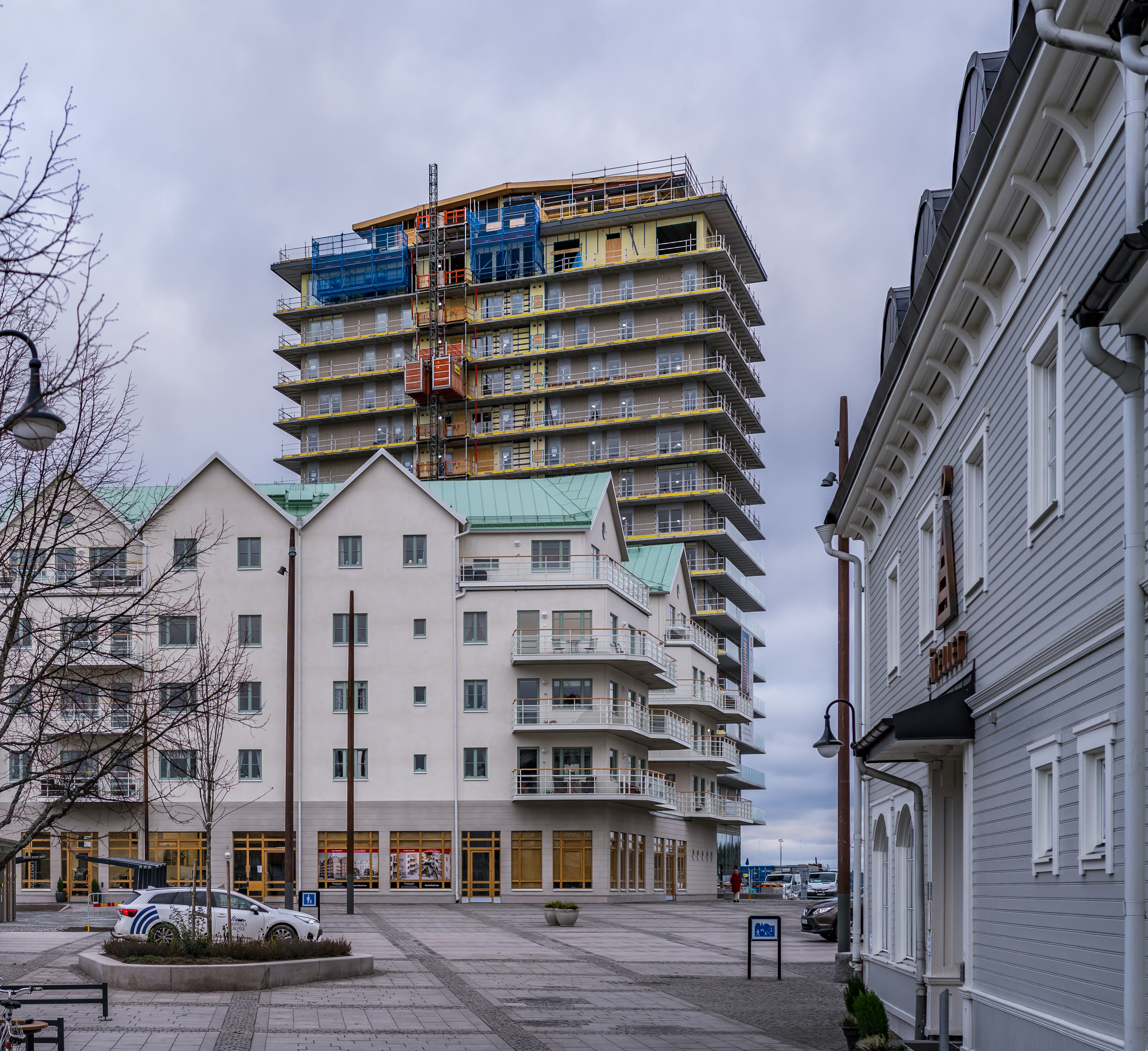
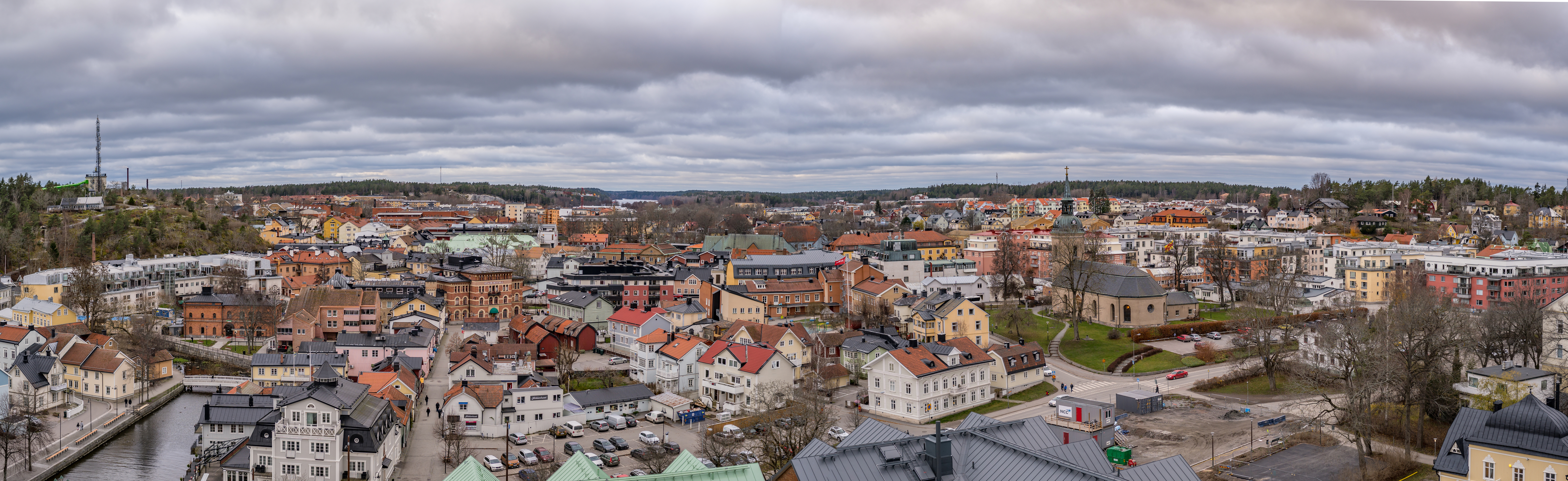
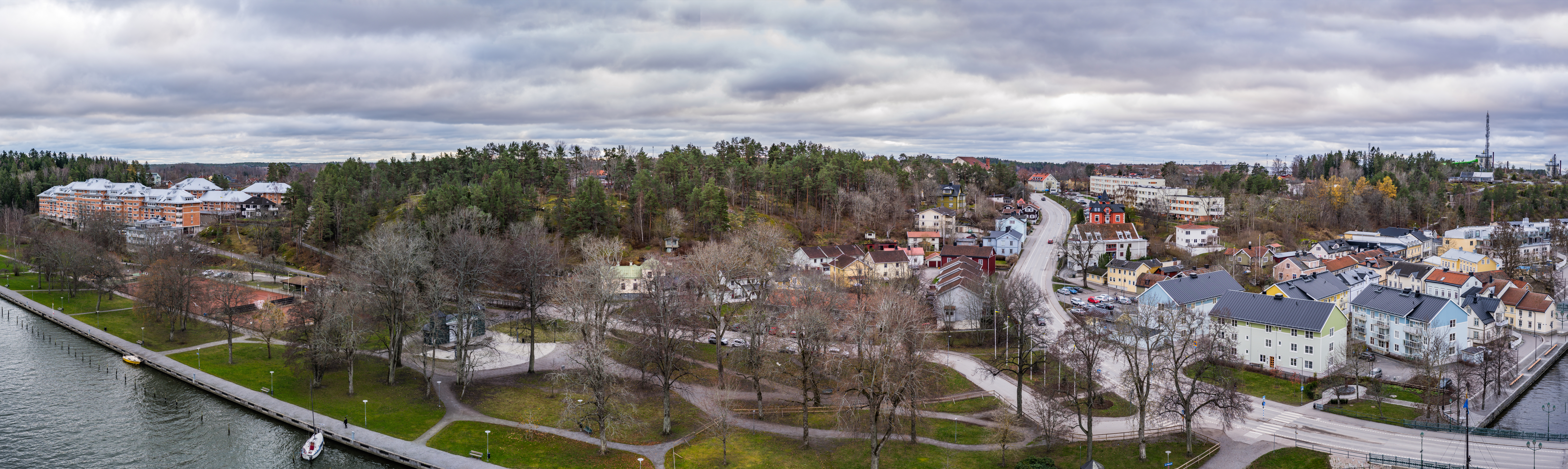

## أعلام
- إينغفار بيترسون
- جيمي صامويلسون
- برينولف إنج
- فكتور بلوم
- جيري تولبرينج